# Злоключения Мэри Джейн

Декорации студии Джордж Альберта Смита установленные для съемок фильма «Злоключения Мэри Джейн»

«Злоключения Мэри Джейн» (англ. Mary Jane's Mishap, 1903) — английский немой короткометражный художественный фильм Джорджа Альберта Смита.

## Сюжет
В начале фильма показано утро Мэри Джейн. Она занимается домашней работой (чистит ботинки, зажигает огонь). Средние планы перемежаются с крупными планами (выражения её лица). Затем показывается, как она льёт в печку парафин, чтобы её разжечь. Но происходит взрыв и Мэри Джейн вылетает в трубу. Мы видим, как она вылетает из трубы на крышу дома, а её останки слетают на землю.
В последней сцене мы видим на кладбище старушку, показывающую могилу Мэри Джейн другой неряхе. Появляется дух Мэри Джейн (испугавший старушку и девушку). Она поднимается из могилы в поисках бидона из-под парафина. Разыскав его, Мэри Джейн возвращается в место своего упокоения. За ней наблюдает домашний кот.

## Художественные особенности
Фильм имеет весьма сложный монтаж для своего времени, и проникнут похоронным английским юмором.